# Анапа (административно-территориальная единица)
Город Анапа — административно-территориальная единица Краснодарского края со статусом, соответствующим категории города краевого подчинения. Административный центр — город Анапа.
С точки зрения муниципального устройства на территории административно-территориальной единицы краевого подчинения Анапа и Анапского района образовано муниципальное образование город-курорт Анапа (муниципальный округ).

## Административное деление
В состав АТЕ город краевого подчинения Анапа входят 1 город и 3 сельских населённых пункта.
| № | Населённый пункт | Тип населённого пункта        | Территориальная единица                | Население |
| - | ---------------- | ----------------------------- | -------------------------------------- | --------- |
| 1 | Анапа            | город, административный центр | город Анапа                            | ↗85 747   |
| 2 | Благовещенская   | станица                       | Благовещенский сельский округ          | ↗3946     |
| 3 | Витязево         | село                          | Витязевский сельский округ             | ↗13 716   |
| 4 | Чембурка         | хутор                         | хутор в подчинении администрации Анапы | ↗574      |